# Các cuộc tấn công Tehran 2017
Các cuộc tấn công được thực hiện đồng thời trong quốc hội Iran và Lăng cố Giáo chủ Khomeini, vào ngày 7 Tháng 6 2017, dẫn đến cái chết của 17 người dân và 43 người bị thương. Trong số 7 kẻ khủng bố, 6 người đã chết, 1 người bj bắt giữ. ISIS tự nhận chịu trách nhiệm cho các vụ tấn công. Một nhân viên cao cấp của hội đồng bảo an tối cao cho biết, những kẻ khủng bố là người Iran theo ISIS. Đây là cuộc khủng bố lớn đầu tiên tại nước này kể từ cuộc tấn công bằng bom tại Zahedan 2010.

## Bối cảnh
Chính phủ Iran đã được chiến đấu chống lại ISIL trong hơn ba năm với lực lượng bộ binh chiến đấu chống chiến binh ISIL ở cả Iraq và Syria. ISIL, mà tôn giáo được dựa trên học thuyết Wahhabi của Hồi giáo Sunni, xem người theo đạo Hồi Shiite, nhóm dân theo đạo Hồi lớn nhất lớn ở Iran, như là những người không theo đạo Hồi và những kẻ thù của Hồi giáo. Tuy nhiên, ISIL vẫn chưa thực hiện bất kỳ cuộc tấn công nào trong Iran. Trong những tháng trước cuộc tấn công, ISIL tăng cường nỗ lực tuyên truyền bằng tiếng Farsi để gây ảnh hưởng thiểu số Sunni của Iran.

## Các cuộc tấn công
Theo Bộ Nội vụ Iran, 4 kẻ khủng bố giả dạng đàn bà lẻn vào tòa nhà Quốc hội. 3 người sau đó bị bắn chết, người còn lại đã cho nổ bom tự sát. Ít nhất 7 người dân bị tử thương. Thông tấn xã Amaq của ISIL công bố đoạn phim tự nhận là từ một kẻ khủng bố khi ông ta đang tiến hành vụ nổ súng, quay bằng điện thoại thông minh của ông ta.
Tại Lăng Khomeini, trong số những kẻ khủng bố một người cũng cho nổ bom tự sát, một người bị bắt và một người khác bị bắn chết. Phía người dân, một người chết, 5 người bị thương.